# Hypopheltes pergae
Hypopheltes pergae là một loài tò vò trong họ Ichneumonidae.